# Rari Nantes Savona 2012-2013

## Rosa
| N° |                       | Ruolo | Giocatore       |
| -- | --------------------- | ----- | --------------- |
|    | Italia (bandiera)     | P     | Fabio Casarino  |
|    | Italia (bandiera)     | P     | Simone Antona   |
|    | Italia (bandiera)     | P     | Andrea Rolle    |
|    | Italia (bandiera)     | D     | Tommaso Morena  |
|    | Italia (bandiera)     | D     | Lorenzo Bianco  |
|    | Italia (bandiera)     | D     | Edoardo Colombo |
|    | Montenegro (bandiera) | D     | Tony Petrović   |
|    | Italia (bandiera)     | CV    | Jacopo Alesiani |
|    | Italia (bandiera)     | CV    | Thomas Tabiani  |
|    | Montenegro (bandiera) | CV    | Mlađan Janović  |
|    | Italia (bandiera)     | CV    | Francesco Crino |

| N° |                   | Ruolo | Giocatore            |
| -- | ----------------- | ----- | -------------------- |
|    | Italia (bandiera) | CV    | Gianmarco Michelotti |
|    | Italia (bandiera) | CV    | Jacopo Colombo       |
|    | Italia (bandiera) | CV    | Didieu Cavallera     |
|    | Italia (bandiera) | CV    | Luca Damonte         |
|    | Italia (bandiera) | CV    | Luca Fulcheris       |
|    | Italia (bandiera) | CV    | Alessandro Valania   |
|    | Italia (bandiera) | A     | Valerio Rizzo        |
|    | Italia (bandiera) | A     | Federico Mistrangelo |
|    | Italia (bandiera) | CB    | Alberto Agostini     |
|    | Italia (bandiera) | CB    | Arnaldo Deserti      |
|    | Italia (bandiera) | CB    | Giovanni Bianco      |

### Staff tecnico
| Allenatore:         | Andrea Pisano       |
| Direttore sportivo: | Claudio Mistrangelo |

## Risultati

### Serie A1

#### Girone di andata
| Arbitri: | Bensaia Collantoni |

|                                                                                          |           |                                                                                     |
| Rizzo: 5 Alesiani - Damonte - Janović - Mistrangelo - Petrović: 2 L. Bianco - Deserti: 1 | Marcatori | 3: Mandolini 2: M. Gitto - Latini 1: Africano - Colosimo - Leporale - Sebastianutti |

| Arbitri: | Brasiliano Fusco |

|                                                  |           |                                                                                  |
| Beggiato - Cupido: 2 Bruni - Rocchi - Trebino: 1 | Marcatori | 7: Rizzo 4: Damonte 3: Petrović 2: Alesiani 1: L. Bianco - Janović - Mistrangelo |

| Arbitri: | Gomez Rotondano |

|                                                                                  |           |                                     |
| Rizzo: 6 Alesiani - Fulcheris - Mistrangelo - Petrović: 2 G. Bianco - Damonte: 1 | Marcatori | 4: Suti 2: Boyd 1: Barranco - Zovko |

| Arbitri: | Caputi Severo |

|                                              |           |                                                                   |
| Molina: 3 Coppoli - F. Di Fulvio - Pagani: 2 | Marcatori | 3: Rizzo 2: Janović - Mistrangelo 1: Damonte - Deserti - Petrović |

| Arbitri: | Collantoni Taccini |

|                                                                  |           |                                                                                 |
| Deserti - Rizzo: 3 Alesiani - Damonte - Janović - Mistrangelo: 1 | Marcatori | 3: Sadovyy 2: Danilović 1: Ferrone - Märcz - Pérez - Petković - Scotti Galletta |

| Arbitri: | Colombo Paoletto |

|                                                                   |           |                                                           |
| Aicardi - S. Luongo - Felugo: 2 Figari - Giacoppo - F. Lapenna: 1 | Marcatori | 3: Rizzo 2: Janović 1: L. Bianco - Mistrangelo - Petrović |

| Arbitri: | Caputi Petronilli |

|                                                          |           |                                                        |
| M. Luongo: 6 Steardo: 2 Buckner - Ercolano - Klikovac: 1 | Marcatori | 2: Mistrangelo 1: Deserti - Janović - Petrović - Rizzo |

| Arbitri: | De Chiara Severo |

|                         |           |                                                           |
| Rizzo: 5 Mistrangelo: 1 | Marcatori | 3: G. Fiorentini - Nora 2: R. Calcaterra - Loncar 1: Elez |

| Arbitri: | Fusco Taccini |

|                                                  |           | |
| Temellini: 2 Bagnoli - D'Alessandro - Lanzoni: 1 | Marcatori | 5: Rizzo 4: Damonte 3: Colombo 2: Janović 1: Alesiani - G. Bianco - Deserti - Mistrangelo - Petrović |

| Arbitri: | Pinato Scappini |

|                                                          |           |                                                   |
| Rizzo: 5 Deserti - Janović: 2 G. Bianco - Mistrangelo: 1 | Marcatori | 3: Camilleri 2: Guidaldi - Vergano 1: A. Di Somma |

| Arbitri: | Ceccarelli Severo |

|                                                   |           |                                                        |
| Mattiello: 4 Bertoli: 3 Rossi - Saccoia - Tóth: 1 | Marcatori | 3: Deserti - Janović 1: Mistrangelo - Petrović - Rizzo |

#### Girone di ritorno
| Arbitri: | Centineo Lo Dico |

|                                                                                         |           |                                                                                  |
| M. Gitto: 3 Leporale - Vittorioso: 2 Colosimo - Di Rocco - Mandolini - N. Presciutti: 1 | Marcatori | 4: Janović - Rizzo 2: Mistrangelo 1: Alesiani - G. Bianco - J. Colombo - Deserti |

| Arbitri: | Rotondano Sardellitto |

|                                                                               |           |                            |
| Rizzo: 4 Damonte: 3 J. Colombo - Deserti - Janović: 2 Alesiani - Fulcheris: 1 | Marcatori | 5: Foti 3: Cupido 1: Bruni |

| Arbitri: | Alfi Gomez |

|                                  |           |                                 |
| Boyd: 4 Napolitano - Tringali: 1 | Marcatori | 3: Janović 2: Damonte - Deserti |

| Arbitri: | De Chiara Paoletti |

|                                                                           |           |                                             |
| Janović: 4 Alesiani: 3 Deserti - Rizzo: 2 G. Bianco - Damonte - Grosso: 1 | Marcatori | 2: Español - Gobbi - Molina 1: F. Di Fulvio |

| Arbitri: | Centineo Severo |

|                                                                  |           |                                                                               |
| Danilović - Di Costanzo - Märcz - Pérez: 2 Petković - Sadovyy: 1 | Marcatori | 3: Damonte 2: Petrović 1: Alesiani - G. Bianco - J. Colombo - Janović - Rizzo |

| Arbitri: | Ceccarelli Pinato |

|                                                       |           |                                                                                        |
| Rizzo: 3 Janović: 2 Alesiani - G. Bianco - Damonte: 1 | Marcatori | 3: S. Luongo - Madaras 2: Aicardi 1: D. Fiorentini - N. Gitto - F. Lapenna - Mangiante |

| Arbitri: | Alfi Pascucci |

|                                                                           |           |                                                       |
| Rizzo: 4 Janović: 3 G. Bianco - Deserti: 2 Alesiani - Damonte - Grosso: 1 | Marcatori | 3: Astarita - M. Luongo - Steardo 1: Ercolano - Russo |

| Arbitri: | Centineo Lo Dico |

|                                                                |           |                                              |
| Elez: 8 G. Fiorentini - C. Presciutti - Valentino: 2 Giorgi: 1 | Marcatori | 5: Janović 2: Deserti - Petrović 1: Alesiani |

| Arbitri: | Calabrò Taccini |

| |           |                                                              |
| Janović: 5 Deserti: 4 Rizzo: 3 Fulcheris - Petrović: 2 Alesiani - G. Bianco - Grosso - Michelotti: 1 | Marcatori | 4: Tyrrell 3: Marziali 1: D'Alessandro - Lanzoni - Temellini |

| Arbitri: | Daniele L. Bianco |

|                                             |           |                                                                     |
| Camilleri: 5 Bettini - Sekulić - Vergano: 1 | Marcatori | 4: Rizzo 3: Alesiani - Janović 2: Damonte 1: G. Bianco - J. Colombo |

| Arbitri: | Caputi Ercoli |

|                                                                              |           |                                                                                |
| Deserti: 6 Janović - Rizzo: 3 G. Bianco - J. Colombo - Fulcheris - Rubino: 1 | Marcatori | 4: Gallo - Renzuto 1: Bertoli - Cuccovillo - Kovács - Mattiello - Rossi - Tóth |

#### Playoff
| Arbitri: | Collantoni Lo Dico |

|                                                |           |                                            |
| Di Costanzo - Pérez: 3 Danilović - Petković: 1 | Marcatori | 7: Rizzo 1: J. Colombo - Damonte - Deserti |

| Arbitri: | Paoletti Ceccarelli |

|                                                      |           |                                                                                     |
| Janović - Rizzo: 2 G. Bianco - Damonte - Petrović: 1 | Marcatori | 3: Märcz 2: Di Costanzo - Gambacorta - Petković 1: Danilović - D. Mattiello - Pérez |

#### Spareggi per il 5º posto
| Arbitri: | Alfi De Chiara |

|                                                                 |           |                                              |
| Rizzo: 3 Deserti - Petrović: 2 G. Bianco - Damonte - Janović: 1 | Marcatori | 2: Astarita 1: Klikovac - Racunica - Steardo |

| Arbitri: | Bianco Pascucci |

|                                                                                      |           |                                                         |
| Russo - Steardo: 2 Astarita - Ercolano - Klikovac - M. Luongo - Nicche - Racunica: 1 | Marcatori | 4: Rizzo 3: Janović 2: Deserti 1: Alesiani - J. Colombo |

### Coppa Italia
La Rari Nantes Savona ha esordito in Coppa Italia partendo dalla seconda fase a gironi, inquadrata nel gruppo C disputato in due giorni interamente a Savona.

#### Seconda fase
| Arbitri: | L. Bianco Taccini |

|                                                                                |           |                                                                                     |
| Deserti - Rizzo: 3 Alesiani - Damonte - Mistrangelo: 2 Petrović - G. Bianco: 1 | Marcatori | 3: Pérez 2: Danilović - Märcz 1: Di Costanzo - Petković - Saviano - Scotti Galletta |

| Arbitri: | L. Bianco Fusco |

|                                                           |           |                                                |
| Deserti - Janović - Mistrangelo: 3 Damonte: 2 Petrović: 1 | Marcatori | 5: Español 2: Bini - A. Di Fulvio - M. Lapenna |

| Arbitri: | L. Bianco Taccini |

|                                                                     |           |                                                                     |
| Felugo - Figlioli: 3 Aicardi - Giacoppo: 2 Madaras - A. Fondelli: 1 | Marcatori | 3: Damonte 2: G. Bianco - Janović - Mistrangelo - Petrović 1: Rizzo |

#### Semifinale
| Arbitri: | Bianchi Ceccarelli |

|                                                            |           |                                          |
| Rizzo: 4 Janović: 2 G. Bianco - Fulcheris - Mistrangelo: 1 | Marcatori | 1: Baraldi - Gallo - Mattiello - Saccoia |

#### Finale
| Arbitri: | Bianchi Paoletti |

|                                                                    |           |                                                                            |
| Damonte - Deserti - Petrović: 2 Colombo - Janović - Mistrangelo: 1 | Marcatori | 3: Figlioli - Madaras 2: Aicardi - Figari 1: Felugo - Giacoppo - S. Luongo |

### Euro Cup
La Rari Nantes Savona ha esordito in Euro Cup partendo dalla fase a gironi, inquadrata nel gruppo A disputato in tre giorni interamente a Savona.

#### Fase a gironi
| Arbitri: | Franulović Spanoudis |

|                                                                                 |           |                                        |
| Rizzo: 6 Mistrangelo: 3 Deserti - Fulcheris: 2 Alesiani - Damonte - Petrović: 1 | Marcatori | 2: Harrissart - Vanpeperstraete 1: Bus |

| Arbitri: | Franulović Szekely |

|                                                      |           |                                                                                   |
| Janović: 5 Rizzo: 4 Damonte - Deserti: 3 Petrović: 2 | Marcatori | 4: Gubarev - Ushakov 3: Malkov 1: Fatakhutdinov - Garbuzov - Krasnov - Novoksenov |

| Arbitri: | Spanoudis Szekely |

|                                                                                              |           |          |
| Deserti: 8 Damonte: 2 Alesiani - G. Bianco - L. Bianco - J. Colombo - Mistrangelo - Rizzo: 1 | Marcatori | 1: Drula |

### Fase a eliminazione diretta
| Arbitri: | Koryzna Kun |

|                                                        |           |                                                             |
| Rizzo: 8 Deserti: 3 Petrović: 2 L. Bianco - Damonte: 1 | Marcatori | 2: Faměra - Waller 1: Iždinský - Khasz - Laversanne - Rodin |

| Arbitri: | Brguljan Radicevic |

|                                               |           |                                                                                 |
| Babic: 4 Laversanne: 3 Faměra - Rocchietta: 1 | Marcatori | 5: Rizzo 2: Mistrangelo 1: G. Bianco - Damonte - Deserti - Janović - Michelotti |

| Arbitri: | Bender Koryzna |

|                                    |           |                                                       |
| Damonte: 3 Rizzo: 2 Mistrangelo: 1 | Marcatori | 4: Molina 1: Brancatello - Coppoli - Español - Pagani |

| Arbitri: | Alexandrescu Peris |

|                                                          |           |                                             |
| Español: 5 F. Di Fulvio - Molina: 2 Bini - M. Lapenna: 1 | Marcatori | 5: Rizzo 3: Colombo 2: Janović 1: G. Bianco |

## Statistiche

### Statistiche di squadra
Statistiche aggiornate al 7 maggio 2013.
| Competizione | Punti | In casa | In casa | In casa | In casa | In casa | In casa | In trasferta | In trasferta | In trasferta | In trasferta | In trasferta | In trasferta | Totale | Totale | Totale | Totale | Totale | Totale | DR   |
| Competizione | Punti | G       | V       | N       | P       | Gf      | Gs      | G            | V            | N            | P            | Gf           | Gs           | G      | V      | N      | P      | Gf     | Gs     | DR   |
| ------------ | ----- | ------- | ------- | ------- | ------- | ------- | ------- | ------------ | ------------ | ------------ | ------------ | ------------ | ------------ | ------ | ------ | ------ | ------ | ------ | ------ | ---- |
| Serie A1     | 44    | 11      | 8       | 1       | 2       | 147     | 111     | 11           | 6            | 1            | 4            | 126          | 101          | 22     | 14     | 2      | 6      | 273    | 212    | +61  |
| Playoff      | -     | 1       | 0       | 0       | 1       | 7       | 12      | 1            | 1            | 0            | 0            | 10           | 8            | 2      | 1      | 0      | 1      | 17     | 20     | -3   |
| Spareggi     | -     | 1       | 1       | 0       | 0       | 10      | 5       | 1            | 1            | 0            | 0            | 11           | 10           | 2      | 2      | 0      | 0      | 21     | 15     | +6   |
| Coppa Italia | -     | 5       | 3       | 1       | 1       | 56      | 51      | 0            | 0            | 0            | 0            | 0            | 0            | 5      | 3      | 1      | 1      | 56     | 51     | +5   |
| Euro Cup     | -     | 5       | 4       | 0       | 1       | 70      | 37      | 2            | 1            | 1            | 0            | 23           | 20           | 7      | 5      | 1      | 1      | 93     | 57     | +36  |
| Totale       | -     | 23      | 16      | 2       | 5       | 290     | 216     | 15           | 9            | 2            | 4            | 170          | 139          | 38     | 25     | 4      | 9      | 460    | 355    | +105 |

### Statistiche giocatori
| Giocatore      | Serie A1 | Serie A1 | Coppa Italia | Coppa Italia | Euro Cup | Euro Cup | Totale | Totale |
| Giocatore      | Reti     | Rigori   | Reti         | Rigori       | Reti     | Rigori   | Reti   | Rigori |
| -------------- | -------- | -------- | ------------ | ------------ | -------- | -------- | ------ | ------ |
| A. Agostini    | 0        | 0        | 0            | 0            | 0        | 0        | 0      | 0      |
| J. Alesiani    | 22       | ??       | 2            | ??           | 2        | ??       | 26     | ??     |
| S. Antona      | 0        | 0        | 0            | 0            | 0        | 0        | 0      | 0      |
| G. Bianco      | 14       | ??       | 4            | ??           | 3        | ??       | 21     | ??     |
| L. Bianco      | 3        | ??       | 0            | 0            | 2        | 0        | 5      | ??     |
| F. Casarino    | 0        | 0        | 0            | 0            | 0        | 0        | 0      | 0      |
| D. Cavallera   | 0        | 0        | 0            | 0            | 0        | 0        | 0      | 0      |
| E. Colombo     | 0        | 0        | 0            | 0            | 0        | 0        | 0      | 0      |
| J. Colombo     | 11       | ??       | 1            | ??           | 4        | ??       | 16     | ??     |
| F. Crino       | 0        | 0        | 0            | 0            | 0        | 0        | 0      | 0      |
| L. Damonte     | 29       | ??       | 9            | ??           | 11       | ??       | 49     | ??     |
| A. Deserti     | 38       | ??       | 8            | ??           | 17       | ??       | 63     | ??     |
| L. Fulcheris   | 6        | ??       | 1            | ??           | 2        | ??       | 9      | ??     |
| S. Grosso      | 3        | ??       | 0            | 0            | 0        | 0        | 3      | ??     |
| M. Janović     | 57       | ??       | 8            | ??           | 8        | ??       | 73     | ??     |
| G. Michelotti  | 1        | ??       | 0            | 0            | 1        | ??       | 2      | ??     |
| F. Mistrangelo | 17       | ??       | 9            | ??           | 7        | ??       | 33     | ??     |
| T. Morena      | 0        | 0        | 0            | 0            | 0        | 0        | 0      | 0      |
| A. Petrović    | 21       | ??       | 6            | ??           | 5        | ??       | 32     | ??     |
| V. Rizzo       | 88       | ??       | 8            | ??           | 31       | ??       | 127    | ??     |
| A. Rolle       | 0        | 0        | 0            | 0            | 0        | 0        | 0      | 0      |
| F. Rubino      | 1        | ??       | 0            | 0            | 0        | 0        | 1      | ??     |
| T. Tabiani     | 0        | 0        | 0            | 0            | 0        | 0        | 0      | 0      |
| A. Valania     | 0        | 0        | 0            | 0            | 0        | 0        | 0      | 0      |